# 마르쿠스 솅켄베리
마르쿠스 로데베이크 솅켄베리 반 미로프(스웨덴어: Marcus Lodewijk Schenkenberg van Mierop, 1968년 8월 4일~)는 스웨덴의 모델, 배우이다.

## 출연 작품

### 영화
- 프린스 밸리언트 (1997)
- Dinner Rush (2000)
- 멀티플 새커즘 (2010)

### 텔레비전
- 애즈 더 월드 턴즈 (2000)